# مايكل وياندر
مايكل وياندر (بالسويدية: Michael Wiander؛ ولد في 4 مارس 1974 في إيكيناس، فنلندا) هو كاتب سويدي لكتب الأطفال، اشتهر بسلسلة «مغامرات ديكستر أولسون». بدأ مسيرته الأدبية عام 2017 بإصدار رواية اليافعين Morfars hemlighet (سرّ الجد) التي افتتحت السلسلة.
ينشط وياندر أيضًا في لعبة الشطرنج ويحمل لقب مرشّح أستاذ (Candidate Master) المعتمد من الاتحاد الدولي للشطرنج (FIDE)، وفاز ببطولة السويد للفئات السنية (فئة الكاديت/الشباب) سنة 1989، كما تُوّج بطل ستوكهولم عام 1991.

## أعمال مختارة
- Morfars hemlighet (2017) — الجزء الأول من سلسلة «مغامرات ديكستر أولسون»[2].
- En hemlig värld (إصدار مُحدَّث للجزء الأوّل) — تُشير «أكاديميبوقهانْدلِن» إلى أنه النسخة الجديدة من Morfars hemlighet[6].
- Lång rockad (2021) — جزء من سلسلة «نادي الشطرنج دراكن» لليافعين[7].